# Mohamed Chida
Mohamed Farhat Chida –en árabe, محمد فرحات شيدة– (nacido el 11 de septiembre de 1982) es un deportista tunecino que compite en atletismo adaptado. Ganó ocho medallas en los Juegos Paralímpicos de Verano entre los años 2004 y 2020.

## Palmarés internacional
| Juegos Paralímpicos | Juegos Paralímpicos   | Juegos Paralímpicos | Juegos Paralímpicos      |
| Año                 | Lugar                 | Medalla             | Prueba                   |
| ------------------- | --------------------- | ------------------- | ------------------------ |
| 2004                | Atenas (Grecia)       | Medalla de oro      | 4 × 400 m T35-38         |
| 2004                | Atenas (Grecia)       | Medalla de plata    | 200 m T38                |
| 2004                | Atenas (Grecia)       | Medalla de bronce   | 100 m T38                |
| 2008                | Pekín (China)         | Medalla de oro      | 400 m T38                |
| 2008                | Pekín (China)         | Medalla de oro      | Salto de longitud F37/38 |
| 2008                | Pekín (China)         | Medalla de bronce   | 4 × 100 m T35-38         |
| 2012                | Londres (Reino Unido) | Medalla de oro      | 400 m T38                |
| 2020                | Tokio (Japón)         | Medalla de plata    | 400 m T38                |